# Cayratia irosinensis
Cayratia irosinensis är en vinväxtart som först beskrevs av Adolph Daniel Edward Elmer, och fick sitt nu gällande namn av Galet. Cayratia irosinensis ingår i släktet Cayratia och familjen vinväxter. Inga underarter finns listade i Catalogue of Life.